# Пауэлл, Глен
Глен То́мас Па́уэлл (англ. Glen Thomas Powell; род. 21 октября 1988, Остин, Техас, США) — американский актёр, сценарист и продюсер, наиболее известный по роли Чеда Редуэлла в телесериале «Королевы крика» (2015—2016), а также работам в фильмах «Дети шпионов 3: Игра окончена» (2003), «Нация фастфуда» (2006), «Большие спорщики» (2007), «Застрял в любви» (2012), «Тёмный рыцарь: Возрождение легенды» (2012), «Половое воспитание» (2014), «Неудержимые 3» (2014), «Каждому своё» (2016) и «Скрытые фигуры» (2016).

## Биография
Глен Пауэлл родился в Остине, Техас, в семье Глена Пауэлла-старшего и Сидни Пауэлл. Его предки по отцовской линии происходят из польско-литовских татар. У Глена есть две сестры Лорен и Лесли Пауэлл. Во время учёбы в старших классах средней школы Вествуд в Остине Пауэлл увлекался игрой в лякросс. Его дебютом в кино стала небольшая роль в фильме «Дети шпионов 3: Игра окончена» в 2003 году, в котором его партнёрами по фильму стали такие голливудские звёзды как Антонио Бандерас и Сильвестр Сталлоне.
В 2007 году, перед первым учебным годом в Техасском университете в Остине, Глен получил роль в фильме «Большие спорщики» режиссёра Дензела Вашингтона, который также сыграл главную роль в фильме. После переезда в Лос-Анджелес, актёр снялся в нескольких телесериалах: «Морская полиция: Спецотдел» (2003), «Джек и Бобби» (2004—2005), «Напарницы» (2010—2016) и «Игра в ложь» (2011—2013), а также в кинофильмах: «Прыжки с мостов» (2006), «Нация фастфуда» (2006), «Лучшие друзья навсегда» (2013), «Апрельский апокалипсис» (2013), «Неудержимые 3» (2014) и «Половое воспитание» (2014).
В 2015 году Пауэлл получил роль Чеда Редуэлла в телесериале канала Fox «Королевы крика», где он снимался на протяжении двух сезонов. В 2016 году актёр сыграл американского астронавта Джона Гленна в фильме «Скрытые фигуры» режиссёра Теда Мелфи. За эту роль он получил «Премию Гильдии киноактёров США» за лучший актёрский состав в игровом кино.
Также Пауэлл снимался в фильмах «Миссия в Майами» (2016), «Хуже, чем ложь» (2016) и «Каждому своё» (2016).

## Фильмография
| Год       |     | Русское название                                       | Оригинальное название                             | Роль                            |
| --------- | --- | ------------------------------------------------------ | ------------------------------------------------- | ------------------------------- |
| 2003      | ф   | Дети шпионов 3: Игра окончена                          | Spy Kids 3-D: Game Over                           | Мальчик с длинными пальцами     |
| 2003      | ки  | —                                                      | Deus Ex: Invisible War                            | Урчин                           |
| 2004      | с   | Джек и Бобби                                           | Jack & Bobby                                      | Рич Вулф                        |
| 2005      | ф   | История Уэнделла                                       | The Wendell Baker Story                           | разносчик газет                 |
| 2005      | с   | На запад                                               | Into the West                                     | Джексон Уилер                   |
| 2006      | ф   | Прыжки с мостов                                        | Jumping Off Bridges                               | Эрик Тернер                     |
| 2006      | ф   | Нация фастфуда                                         | Fast Food Nation                                  | Стив                            |
| 2006      | ф   | Самый жаркий штат                                      | The Hottest State                                 | Джон Джегерман                  |
| 2006      | кор | —                                                      | The Safe Side: Internet Safety                    | опасный чувак                   |
| 2006      | кор | —                                                      | Hidden Places                                     | Люк                             |
| 2007      | ф   | Большие спорщики                                       | The Great Debaters                                | дебатирующий из Гарварда        |
| 2008      | с   | Без следа                                              | Without a Trace                                   | Бретт Фарнсуорт                 |
| 2009      | с   | C.S.I.: Место преступления Майами                      | CSI: Miami                                        | Логан Кроуфорд                  |
| 2011      | ф   | Свинья                                                 | Pig                                               | учитель Джонни                  |
| 2011      | с   | Риццоли и Айлс                                         | Rizzoli & Isles                                   | Грэм Рэндолл                    |
| 2011      | кор | —                                                      | J.A.W.                                            | Эйден                           |
| 2012      | ф   | —                                                      | Barrio Tales                                      | Джек                            |
| 2012      | с   | Игра в ложь                                            | The Lying Game                                    | Гевин Тернер                    |
| 2012      | кор | Вибратор                                               | The Vibrator                                      | н/д                             |
| 2012      | ф   | Тёмный рыцарь: Возрождение легенды                     | The Dark Knight Rises                             | первый трейдер                  |
| 2012      | ф   | Застрял в любви                                        | Stuck in Love                                     | симпатичный парень из братства  |
| 2012      | кор | —                                                      | The Uninvited: A Red River Rivalry Nightmare      | н/д                             |
| 2012      | с   | Морская полиция: Спецотдел                             | NCIS                                              | сержант Эван Уэсткотт           |
| 2012      | кор | —                                                      | Mother Hen                                        | Джей                            |
| 2013      | ф   | Лучшие друзья навсегда                                 | Best Friends Forever                              | Ник                             |
| 2013      | кор | —                                                      | Bizarre Bracket Behavior                          | н/д                             |
| 2013      | кор | Всё сначала с Брук Шилдс                               | Starting Over with Brooke Shields                 | н/д                             |
| 2013      | ф   | —                                                      | Red Wing                                          | Фрэнсис Райли                   |
| 2013      | ф   | Апрельский апокалипсис                                 | April Apocalypse                                  | Дики                            |
| 2014      | ф   | Неудержимые 3                                          | The Expendables 3                                 | Торн                            |
| 2014      | ф   | Половое воспитание                                     | Sex Ed                                            | Джей Ти                         |
| 2015      | ф   | Холод                                                  | Wind Walkers                                      | Сонни Чайльд                    |
| 2015—2016 | с   | Королевы крика                                         | Scream Queens                                     | Чед Редуэлл                     |
| 2016      | ф   | Миссия в Майами                                        | Ride Along 2                                      | Трой                            |
| 2016      | ф   | Хуже, чем ложь                                         | Misconduct                                        | Даг Филдс                       |
| 2016      | ф   | Каждому своё                                           | Everybody Wants Some!!                            | Финнеган                        |
| 2016      | ф   | Скрытые фигуры                                         | Hidden Figures                                    | Джон Гленн                      |
| 2017      | ф   | Замок из песка                                         | Sand Castle                                       | сержант Чатски                  |
| 2017      | мс  | Да здравствует король Джулиан: Изгнанный               | All Hail King Julien: Exiled                      | Трент                           |
| 2017      | мс  | Да здравствует король Джулиан                          | All Hail King Julien                              | Трент                           |
| 2018      | ф   | Плохие ребята                                          | The Bad Guys                                      | Уит                             |
| 2018      | ф   | Клуб любителей книг и пирогов из картофельных очистков | The Guernsey Literary and Potato Peel Pie Society | Марк Рейнолдс                   |
| 2018      | ф   | Подстава                                               | Set it up                                         | Чарли Янг                       |
| 2020      | мс  | Робоцып                                                | Robot Chicken                                     | Пистон Франк                    |
| 2020—2021 | мс  | Мир юрского периода: Лагерь мелового периода           | Jurassic World: Camp Cretaceous                   | Дейв                            |
| 2021      | с   | 10 дней                                                | 10 Days                                           | Денни Майлс                     |
| 2022      | мф  | Аполлон-10½: Приключение космического века             | Apollo 10 1/2: A Space Age Adventure              | Бостик                          |
| 2022      | ф   | Топ Ган: Мэверик                                       | Top Gun: Maverick                                 | лейтенант Джейк «Палач» Сересин |
| 2022      | ф   | Двойная петля                                          | Devotion                                          | Том Хаднер                      |
| 2023      | ф   | Я не киллер                                            | Hitman                                            | Гарри Джонсон                   |
| 2023      | ф   | Кто угодно, но не ты                                   | Anyone but You                                    | Бен                             |
| 2024      | ф   | Смерч 2                                                | Twisters                                          | Тайлер Оуэнс                    |
| 2025      | ф   | Бегущий человек                                        | The Running Man                                   | Бенджамин (Бен) Ричардс         |
| 2025      | ф   | Хантингтон                                             | Huntington                                        | Бекет Редфеллоу                 |
| 2026      | ф   | Будущий фильм Дж. Дж. Абрамса                          | Оригинальное название неизвестно                  |                                 |
| 2027      | ф   | Топ Ган 3                                              | Top Gun 3                                         | лейтенант Джейк «Палач» Сересин |